# Bangalaia fulvosignata
Bangalaia fulvosignata är en skalbaggsart som först beskrevs av Max Quedenfeldt 1882.  Bangalaia fulvosignata ingår i släktet Bangalaia och familjen långhorningar.
Artens utbredningsområde är:
- Angola.
- Gabon.

Inga underarter finns listade.